# کنکورد رکوردز
کنکورد رکوردز (انگلیسی: Concord Records) شرکت نشر موسیقی آمریکایی است، که در سال ۱۹۹۵ تأسیس شد.